# Móvil Éxito
Móvil Éxito  (legalmente Almacenes Éxito Inversiones S.A.S) es un operador de telefonía móvil en Colombia de tipo OMV (operador móvil virtual)  usando toda su infraestructura, espectro y antenas de Tigo Colombia. 
Presentado el 8 de mayo de 2013, se convirtió en el octavo operador de telefonía móvil en Colombia con el respaldo del Grupo Éxito y enfocado en crear un enlace de confianza con sus clientes donde estos perciban beneficios. Está disponible en todos los Éxito, Carulla, Surtimax y súper Inter y almacenes donde el Grupo Éxito tiene presencia.

## Tecnología y servicios

### Tecnología
Móvil Éxito soporta su operación en varias tecnologías inalámbricas.
GSM: Móvil Éxito usa la tecnología GSM y GPRS en la Banda de 1900 MHz a nivel nacional, por medio de estas ofrece voz tradicional móvil.
EDGE: Esta tecnología disponible en cerca de la mitad de poblaciones con cobertura Tigo, le permite a sus usuarios navegar por Internet a velocidades cercanas a 250 Kbps.
UMTS y HSDPA: Estas tecnologías presentes en cerca de 400 poblaciones colombianas, le permiten ofrecer accesos a Internet de hasta 5 Mbps a sus usuarios por medio de las tecnologías 3G (UMTS) y 3.5G (HSDPA).
HSPA+: Con velocidad promedio de 10 Mbps en la banda de 1900 MHz
LTE: El 30 de abril de 2015 Móvil Éxito lanzó comercialmente el servicio 4G LTE, con velocidad pico de 40 Mbps en la banda IV AWS 1700 MHz.

### Servicios de voz
Brinda servicios de voz nacionales e internacionales cobrando por Segundos, maneja otros precios y promociones adquiriendo paquetes en prepago, sin cláusula de permanencia.

### Servicios de datos
Los servicios de datos van desde los SMS a cualquier destino nacional o internacional, hasta la navegación en Internet desde módem y teléfonos celulares, a 30 de abril de 2015 Móvil Éxito se convierte en el primer OMV (operador móvil virtual) en prestar el servicio de 4G LTE

### Portabilidad
Es la posibilidad que tienes para cambiarte de tu operador de telefonía móvil a otro operador, conservando el número de tu línea actual.